# 2018 في المكسيك
فيما يلي قوائم الأحداث التي وقعت خلال عام 2018 في المكسيك.

## أحداث
- 1 يوليو – الانتخابات العامة المكسيكية 2018
- 14 فبراير – زلزال أوخاكا 2018

## سياسة

### انتهاء فترة المنصب
- 2 أبريل – كواوتيموك بلانكو Municipal president [الإنجليزية]‏.

## وفيات

### مارس
- 1 مارس – ماريا روبيو (مواليد 1934) ممثلة مكسيكية.

### أبريل
- 12 أبريل – سرخيو بيتول (مواليد 1933) كاتب ومترجم ودبلوماسي مكسيكي.